# Serie A 1975-1976 (pallamano maschile)
La Serie A 1975-1976 è stata la 7ª edizione del torneo di primo livello del campionato italiano di pallamano maschile.

Esso venne organizzato dalla Federazione Italiana Giuoco Handball.

Il torneo fu vinto dalla Pallamano Trieste per la 1ª volta nella sua storia.

A retrocedere in serie B furono lo Sporting Club Gaeta e il Gruppo Sportivo Fatme Roma.

## Formula
Il torneo fu disputato con la formula del girone unico all'italiana con partite di andata e ritorno.

Al termine della stagione la prima squadra classificata fu proclamata campione d'Italia mentre le ultime due classificate furono retrocesse in serie B.

## Squadre partecipanti
| Città           | Club                          | Palasport | Sponsor      | Stagione precedente      |
| --------------- | ----------------------------- | --------- | ------------ | ------------------------ |
| Bologna         | Handball Club Bologna 1969    |           | Mercury      | 2ª in Serie A 1974-1975  |
| Bressanone (BZ) | Südtiroler Sportverein Brixen |           | Birra Forst  | Serie B 1974-1975        |
| Gaeta (LT)      | Sporting Club Gaeta           |           |              | 10ª in Serie A 1974-1975 |
| Modena          | Pallamano Modena              |           |              | 8ª in Serie A 1974-1975  |
| Roma            | Centro Sportivo Esercito      |           |              | 9ª in Serie A 1974-1975  |
| Roma            | CUS Roma                      |           |              | 4ª in Serie A 1974-1975  |
| Roma            | Gruppo Sportivo Fatme Roma    |           |              | Serie B 1974-1975        |
| Roma            | H.C. Flaminio Genovesi Roma   |           | Renault      | 5ª in Serie A 1974-1975  |
| Roma            | H.C. Montesacro Roma          |           |              | 7ª in Serie A 1974-1975  |
| Rovereto (TN)   | Handball Club Rovereto        |           | Volani       | Campione d'Italia        |
| Teramo          | Teramo Handball               |           | Jagermaister | 3ª in Serie A 1974-1975  |
| Trieste         | Pallamano Trieste             |           | Duina        | 6ª in Serie A 1974-1975  |

## Classifica
|  | Pos. | Squadra           | Pt | G  | V | N | S | GF | GS | D | Note                                        |
|  | ---- | ----------------- | -- | -- | - | - | - | -- | -- | - | ------------------------------------------- |
|  | 1.   | Trieste           | 38 | 22 | 0 | 0 | 0 | 0  | 0  | 0 | Qualificato alla Coppa dei Campioni 1976-77 |
|  | 2.   | Rovereto          | 38 | 22 | 0 | 0 | 0 | 0  | 0  | 0 | Qualificato alla Coppa delle Coppa 1976-77  |
|  | 3.   | CUS Roma          | 34 | 22 | 0 | 0 | 0 | 0  | 0  | 0 |                                             |
|  | 4.   | Teramo            | 26 | 22 | 0 | 0 | 0 | 0  | 0  | 0 |                                             |
|  | 5.   | C.S. Esercito     | 25 | 22 | 0 | 0 | 0 | 0  | 0  | 0 |                                             |
|  | 6.   | Montesacro Roma   | 21 | 22 | 0 | 0 | 0 | 0  | 0  | 0 |                                             |
|  | 7.   | Modena            | 19 | 22 | 0 | 0 | 0 | 0  | 0  | 0 |                                             |
|  | 8.   | Bologna 1969      | 17 | 22 | 0 | 0 | 0 | 0  | 0  | 0 |                                             |
|  | 9.   | Flaminio Genovesi | 17 | 22 | 0 | 0 | 0 | 0  | 0  | 0 |                                             |
|  | 10.  | Brixen            | 15 | 22 | 0 | 0 | 0 | 0  | 0  | 0 |                                             |
|  | 11.  | Gaeta             | 10 | 22 | 0 | 0 | 0 | 0  | 0  | 0 | Retrocesso in Serie B 1976-77               |
|  | 12.  | Fatme Roma        | 3  | 22 | 0 | 0 | 0 | 0  | 0  | 0 | Retrocesso in Serie B 1976-77               |

## Spareggio scudetto
| Squadra 1 | Squadra 2 | Risultato |
| --------- | --------- | --------- |
| Trieste   | Rovereto  | Roma      |
| Trieste   | Rovereto  | 19 - 18   |

## Campioni
| Campione d'Italia 1975-1976 |
| --------------------------- |
| Pallamano Trieste 1º titolo |